# 孟加拉劍鯔
孟加拉劍鯔為輻鰭魚綱鯔形目鯔科的其中一種，分布於亞洲巴基斯坦、印度及孟加拉的淡水流域，體長可達10公分，棲息在溪流上游。

## 擴展閱讀
維基物種上的相關：孟加拉劍鯔